# (1707) Chantal
(1707) Chantal es un asteroide que forma parte del cinturón de asteroides y fue descubierto por Eugène Joseph Delporte el 8 de septiembre de 1932 desde el Real Observatorio de Bélgica, Uccle.

## Designación y nombre
Chantal se designó inicialmente como 1932 RL.
Posteriormente fue nombrado en honor de un sobrino del astrónomo belga Georges Roland.

## Características orbitales
Chantal está situado a una distancia media de 2,219 ua del Sol, pudiendo acercarse hasta 1,841 ua. Tiene una excentricidad de 0,1703 y una inclinación orbital de 4,034°. Emplea 1208 días en completar una órbita alrededor del Sol.